# XCircuit
XCircuit نرم‌افزاری برای تولید شماتیک مدارهای الکتریکی با کیفیت بالا و مناسب برای چاپ است. نرم‌افزار می‌تواند خروجی‌هایی در قالب پست‌اسکریپت یا netlistهایی برای SPICE تولید کند.
نرم‌افزار XCircuit توسط تیم اِدواردز گسترش داده شده است و روی بسترهای یونیکس و نیز مایکروسافت ویندوز قابل اجرا است.